# Филаретов, Геннадий Фёдорович
Генна́дий Фёдорович Филаре́тов (род. 4 августа 1938, Москва) — советский и российский учёный, специалист в области цифрового анализа сигналов с применением статистических методов и распознающих нейронных сетей, построения систем автоматизации и управления, информационных технологий и их применения в различных областях науки, техники, в образовании и медицине.

## Биография
1962 г. — окончил факультет Автоматики и вычислительной техники Московского энергетического института (МЭИ) по специальности «Автоматика и телемеханика».
1962—1999 гг. — инженер, старший инженер, старший преподаватель, доцент, профессор кафедры Автоматики (Управления и информатики) Московского энергетического института.
1968 г. — защита диссертации на соискание ученой степени кандидата технических наук на тему «Исследование цифровых корреляторов».
1987 г. — защита диссертации на соискание ученой степени доктора технических наук на тему «Статистические методы моделирования и анализа стохастических процессов в автоматизированных системах научно-технических исследований».
1990 г. — присвоено ученое звание профессора по кафедре автоматики МЭИ.
1999—2004 гг. — заместитель директора (генерального директора) по научной работе, и. о. Генерального директора Государственного научно-исследовательского института системной интеграции Министерства (Агентства) образования РФ.
С 2005 г. — научный руководитель Московского института кибернетической медицины (МИКМ); в настоящее время директор МИКМ.

## Научная деятельность
В настоящее время является профессором кафедры Управления и информатики в Национальном исследовательском университете «МЭИ», где читает курсы «Нейрокомпьютеры и их применение», «Анализ стохастических процессов» и «Системотехника автоматизации и управления». Является членом двух специализированных советов по защите докторских и кандидатских диссертаций. Входит в состав редакционной коллегии журнала «Вестник МЭИ» . Является действительный членом Международной академии информатизации (с 1994 г.), Российской секции Международной академии наук (с 1995 г.), Метрологической академии (с 1995 г.), членом-корреспондентом Академии инженерных наук имени А. М. Прохорова  (с 2000 г.).

### Публикации
Соавтор и автор более 250 научных работ, в том числе 5 монографий (в соавторстве), 18 учебников и учебных пособий.
Часть работ:
- Круг Г. К., Филаретов Г. Ф. Внедрение экспериментально-статистических методов в практику инженерных исследований. Сб. «Планирование эксперимента». Изд-во «Наука», 1966 г.;
- Филаретов Г. Ф. К вопросу о построении нелинейной регрессивной модели по данным пассивного эксперимента. Сб. «Проблемы планирования эксперимента», изд-во «Наука», 1969 г.;
- Глазунова Н. А., Филаретов Г. Ф. Цифровое моделирование марковских процессов с заданными вероятностными характеристиками. Труды Х Всесоюзного симпозиума «Методы представления и аппаратурный анализ случайных процессов и полей», 1978 г.;
- Жуковский В. Д., Филаретов Г. Ф. Автоматизированная обработка данных клинических функциональных исследований. «Медицина», 1981 г.;
- Красовский Г. И., Филаретов Г. Ф. Планирование эксперимента. Изд-во БГУ, Минск, 1982 г.;
- Круг Г. К., Филаретов Г. Ф. Автоматизированные системы научных исследований в вузах (состояние и перспективы). Изд-во НИИВШ, 1983 г.;
- Filaretov G. Аnnwendung van Methoden der Versuchasplanung in der Zaforantomatisierung. msr, Berlin 27, № 2, с. 81-83, 87, 1984 г.;
- Филаретов Г. Ф. Интерактивная графическая система обработки данных. «Приборы и системы управления», № 8, 1987 г.;
- Filaretov G. Ein Programmsystem fuer die Korrelationschromatografie. «Fachtagung AUTOMATISIERUNG», TU Dresden. Band 2. 1992 г.;
- Filaretov G. Model-bus systems for tasks of engineering experiment automatization. Proceedings of the ESONE International Conference on Real Time Data «RTD’94», JINR, Dubna, Russia, 1995 г.;
- Филаретов Г. Ф. Датчики и приборы для применения в задачах экомониторинга. «Приборы и системы управления» № 5, 1996 г.;
- Филаретов Г. Ф. Статистический анализ экспериментальных данных (разделы 8.6.1-8.6.3). Теоретические основы теплотехники. Теплотехнический эксперимент.: Справочник, Книга 2, Москва, Изд-во МЭИ, с. 456—469, 2001 г.;
- Филаретов Г. Ф. М.: Основы построения информационно-измерительных систем: Пособие по системной интеграции (глава 6 «Цифровая обработка сигналов», с. 161—228). М.: Издательство МЭИ, 268 с, 2004 г.;
- Лебедев Д. С., Филаретов Г. Ф. Задача уменьшения размерности пространства исходных данных при прогнозировании характера течения острого панкреатита. Новости искусственного интеллекта,№ 1, с. 29-35, 2005 г.;
- Бахвалов Л. А., Репин Д. С., Филаретов Г. Ф. Алгоритм анализа трафика в корпоративных компьютерных сетях на основе статистики экстремальных значений. Программные продукты и системы. № 3(83), с. 8-10, 2008 г.;
- Попов И. О., Филаретов Г. Ф. Исследование тестов на наличие тренда в условиях коррелированности тестируемых данных. Труды XVII международной научно-технической конференции «Информационные средства и технологии». 20-22 октября г., Москва. В 3 томах. Т.3. — М.: Издательский дом МЭИ, с. 223—229, 2009 г.;
- Filaretov G., Eliseev V. Modified algorithm of neural network control for non-stationary object. 55. Internationales Wissenschaftliches Kolloquium, 13-17.09.2010, TU Ilmenau. Conference Proceedings. pp. 543—547.m, 2010;
- Филаретов Г. Ф., Попов И. О. Выделение серий аномальных наблюдений в коррелированных временных рядах, Вестник МЭИ. № 2, с. 72-77, 2011 г.;
- Филаретов Г. Ф., Авшалумов А. Ш. Синтез нейросетевого классификатора для решения задач медицинской диагностики, Открытое образование, № 2(86), Ч.2, стр. 320—323, 2011 г.;
- Елисеев В. Л., Филаретов Г. Ф. Программный пакет для обучения методам нейросетевого управления, Открытое образование, № 2(86), Ч.2, стр. 98-101, 2011 г.;
- Авшалумов А. Ш., Филаретов Г. Ф. Медицинский КВЧ-диагностический комплекс ДКМ-01, «Миллиметровые волны в биологии и медицине», № 2(66), стр. 3 — 18, 2012 г.;
- Авшалумов А. Ш., Филаретов Г. Ф., Балтаева Р. У. Функциональная неинвазивная диагностика органов и систем человека, М.: Изд-во «Медицинские информационные системы», 264 с.:ил., 2013 г.;
- Филаретов Г. Ф., Червова А. А. Геометрический индекс фрактальности одномерных процессов, «Вестник МЭИ», № 5, с. 134—139, 2013 г.;
- Сивова Д. Г., Филаретов Г. Ф. Последовательный алгоритм обнаружения момента изменения характеристик векторных временных рядов, «Вестник МЭИ», № 2, с. 63-69, 2014 г.

### Авторские свидетельства
- А. С. № 188755 (СССР) Электромеханический коррелятор Соавторы — А. А. Косякин, Г. К. Круг , Г. Ф. Филаретов
- А. С. № 233116 (СССР) Синхронизирующее устройство для подачи дефибрилирующего импульса Соавторы — Г. К. Круг, А. В. Сумароков , Г. Ф. Филаретов
- А. С. № 377885 (СССР) Электромеханический регистр сдвига Соавторы — А. А. Косякин, Г. Ф. Филаретов
- А. С. № 590763 (СССР) Многоканальный знаковый коррелятор Соавторы — ЕСЮТКИН АЛЕКСЕЙ АЛЕКСЕЕВИЧ, ФИЛАРЕТОВ ГЕННАДИЙ ФЕДОРОВИЧ
- А. С. № 632605 (СССР) Устройство для определения кривизны траектории транспортного средства Соавторы — АЛИБАЕВ ДОСАН МУРЗАГАЛИЕВИЧ, БРОНИВИЦКИЙ ИОСИФ ЮДКОВИЧ, ЗАВТ БОРИС САМУИЛОВИЧ, КУЗНЕЦОВ АЛЕКСАНДР ВАСИЛЬЕВИЧ, ПАСТЕРНАК ЕВГЕНИЙ БОРИСОВИЧ, ФИЛАРЕТОВ ГЕННАДИЙ ФЕДОРОВИЧ
- А. С. № 646362 (СССР) Устройство для формирования марковских процессов Соавторы — ФИЛАРЕТОВ ГЕННАДИЙ ФЕДОРОВИЧ, ГЛАЗУНОВА НАТАЛИЯ АЛЕКСАНДРОВНА
- А. С. № 652498 (СССР) Спектральный анализатор Соавторы — КАРЯКИН АНАТОЛИЙ ИВАНОВИЧ, ФИЛАРЕТОВ ГЕННАДИЙ ФЕДОРОВИЧ
- А. С. № 656074 (СССР) Спектральный анализатор Соавторы — ЕСЮТКИН АЛЕКСЕЙ АЛЕКСЕЕВИЧ, КАРЯКИН АНАТОЛИЙ ИВАНОВИЧ, ФИЛАРЕТОВ ГЕННАДИЙ ФЕДОРОВИЧ
- А. С. № 680008 (СССР) Устройство для формирования случайного процесса Соавторы — ФИЛАРЕТОВ ГЕННАДИЙ ФЕДОРОВИЧ, ГЛАЗУНОВА НАТАЛИЯ АЛЕКСАНДРОВНА
- А. С. № 746479 (СССР) Устройство для формирования Марковских процессов Соавторы — ФИЛАРЕТОВ ГЕННАДИЙ ФЕДОРОВИЧ, ГЛАЗУНОВА НАТАЛЬЯ АЛЕКСАНДРОВНА, БОГДАНОВ СЕРГЕЙ ВАСИЛЬЕВИЧ, КАЧАНОВ АЛЕКСАНДР ЛЕОНИДОВИЧ

## Награды
За большую научно-методическую и организационную работу в сфере образования в 2003 году был награждён отраслевым знаком «Почетный работник высшего профессионального образования Российской Федерации».